# Puente de Amizade
El Puente de Amizade (en portugués: Ponte da Amizade, literalmente "Puente de Amistad"; en chino: 澳門友誼大橋) es un puente de cuatro carriles, de dos direcciones en Macao, China que conecta la península de Macao, cerca del "Reservatório" y la isla de Taipa en Pac On.
Construido después del Puente de Macao-Taipa, es el segundo que conecta la península y Taipa. Por lo tanto, es también conocido como el Puente Nuevo de Macao-Taipa (chino: 新澳氹大橋).
La construcción se inició en junio de 1990. La apertura al tráfico se produjo en marzo de 1994, se trata del más largo de los tres puentes que conectan la península de Macao y Taipa, con una longitud de 4,7 kilómetros (2,9 millas), incluyendo 800 metros (2.625 pies) de conexión de viaducto, y una anchura de 18 metros.

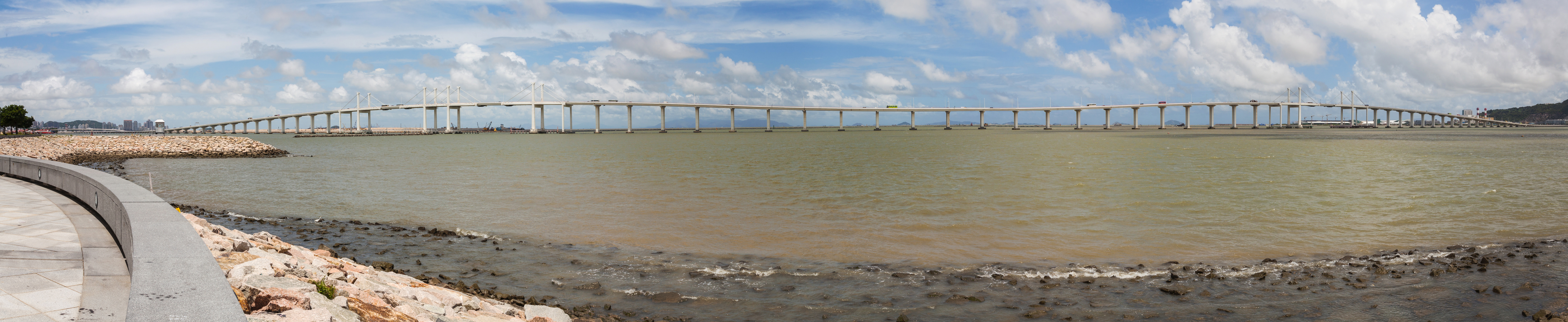
Vista panorámica del Puente de la Amistad, con la Península de Macao a la izquierda y la isla de Taipa a la derecha.